# Лучано (Пистоја)
Лучано је насеље у Италији у округу Пистоја, региону Тоскана.
Према процени из 2011. у насељу је живело 234 становника. Насеље се налази на надморској висини од 187 м.